# Roggenburg (Germania)
Roggenburg è un comune tedesco di 2 720 abitanti, situato nel land della Baviera.

## Abbazia di Roggenburg
L'ex-abbazia di Roggenburg fu ricostituita come monastero nell'anno 1982. Il monastero è un priorato dei canonici regolari premonstratensi.